# موريس ميخائيل إدلستاين
موريس ميخائيل إدلستاين هو محامي وسياسي أمريكي، ولد في 5 فبراير 1888 في ميتسيرزيك بودلاسكي في بولندا، وتوفي في 4 يونيو 1941 في واشنطن العاصمة في الولايات المتحدة. نشط حزبياً في الحزب الديمقراطي. وقد انتخب عضو مجلس النواب الأمريكي ‏.